# Natte capillaire

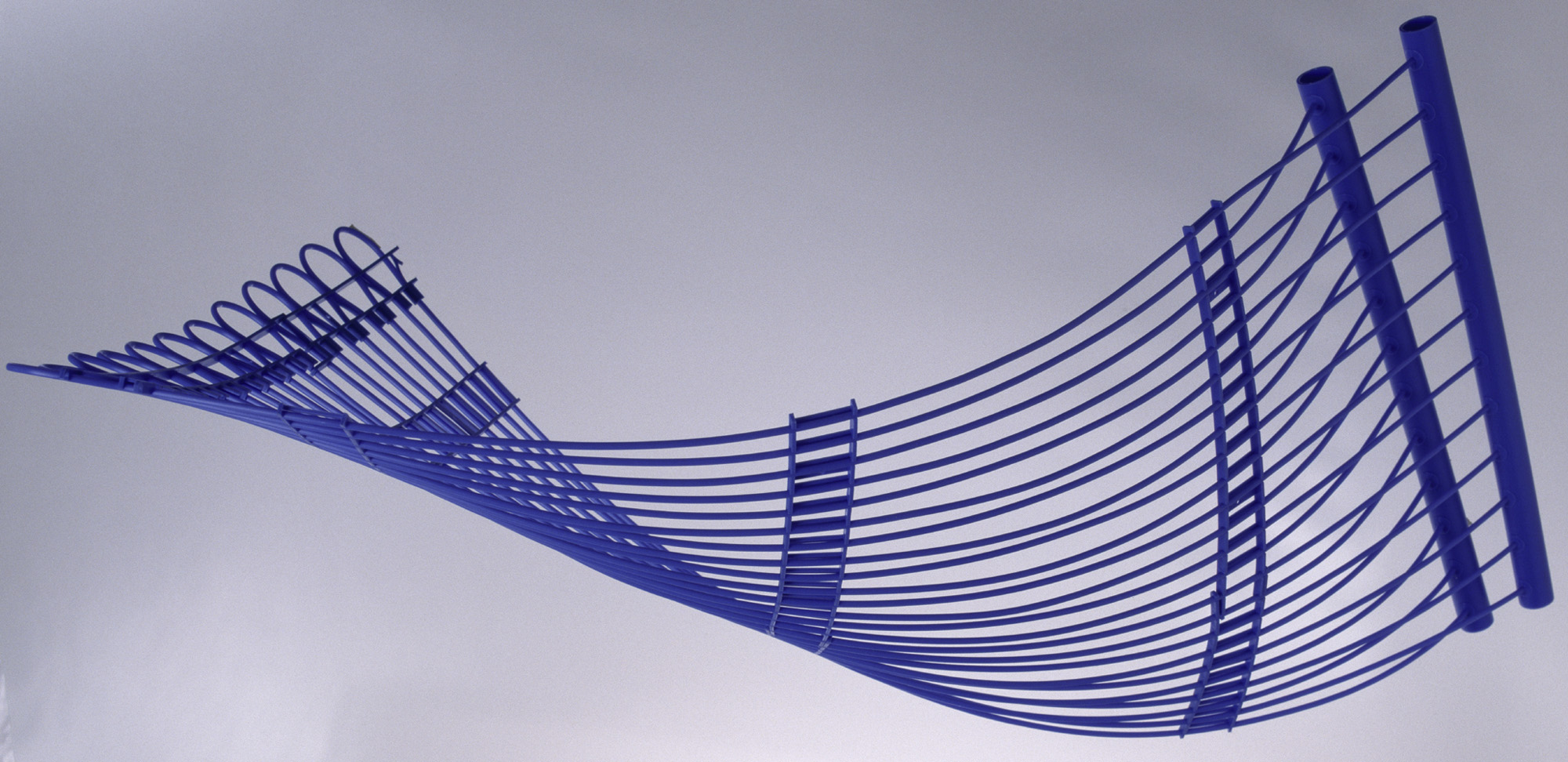
Natte capillaire.

Une natte capillaire est un assemblage de tuyaux fins (tube capillaire) équipé d’un répartiteur et d’un collecteur. Les applications principales sont les plafonds rayonnants et le chauffage au sol (plancher chauffant).

## Technique

### L’idée
La conception de la natte capillaire rappelle le réseau naturel de fines veines sous la peau de l’organisme mais surtout la régulation de la température du corps. La fonction de thermorégulation a donné l’idée d’un écoulement d’eau chaude ou froide dans des nattes capillaires situées sous la surface des parois d’une pièce de réguler ainsi la température ambiante. De la même manière que les veines sous la peau, l’échange de chaleur avec l’environnement est intensif et efficace du point de vue énergétique. Une pièce dont la température est régulée par des nattes capillaires en guise d’échangeur de chaleur a besoin pour le chauffage seulement de quelques degrés supplémentaires (ou en moins pour le refroidissement) pour obtenir la température ambiante souhaitée. Compte tenu du grand nombre de tubes capillaires composant une natte, l’énergie d’entraînement pour le maintien de l’écoulement est relativement faible par-rapport aux systèmes « monotubes » posés sous forme de « méandres » (installation typique des tuyaux de chauffage par le sol). Grâce au faible écart entre le tube capillaire et la surface (mur, plafond, sol), le système réagit très rapidement. La température du système de chauffage ou de refroidissement est très rapidement distribuée à l’environnement et uniformément grâce au nombre important de tubes capillaires. Ces deux qualités – c’est-à-dire le transfert de la chaleur et la faible perte de pression – sont des avantages dans l’économie d’énergie. Une autre application relative à la natte capillaire consiste à utiliser ce procédé en tant qu’échangeur de chaleur et peut être installé pour la diffusion de la chaleur entre deux corps.

#### Caractéristiques
Une natte capillaire traditionnelle est composée de tubes d’un diamètre extérieur inférieur à 5 mm. L’ossature de la natte capillaire est très souple et insiste alors sur les propriétés de la natte. Les tubes capillaires sont disposés les uns des autres avec un espace allant de 10  à   50 mm. 
Les nattes capillaires sont pour la plupart fabriquées en polypropylène, matière utilisée dans le bâtiment pour les canalisations et les techniques d’aération et de climatisation. Les dimensions des nattes et le matériau utilisé pour celles-ci sont à l’origine de leur flexibilité et de leurs propriétés. L’utilisation du plastique dans la production de nattes capillaires à la place du cuivre ou de l’acier (utilisés pour d’autres tubes refroidissants) a des répercussions dans la réduction des coûts. Comme les tubes capillaires sont à paroi mince, la conductivité thermique même mauvaise du plastique par-rapport au métal réagit dans le transfert de la chaleur. Le polypropylène est très résistant à de nombreux produits chimiques, possède une longue durée de vie et est facilement recyclable. En outre, le polypropylène est perméable à l’oxygène. Cette propriété exige que les nattes capillaires soient utilisées uniquement dans des systèmes de tuyauterie possédant une protection anticorrosion. Cette mesure garantit une fonction sûre de l’installation et est suffisamment protégée des dommages provoqués par la corrosion. 
La production des nattes capillaires s’effectue selon la procédure standard de transformation des matières plastiques grâce à l’extrusion, la soudure thermique et le moulage par injection.

## Histoire
La découverte de la natte capillaire date de 1981 lorsque l’Ingénieur berlinois Donald Herbst a enregistré son premier brevet (DE3124048, inscription le 15.06.1981, « Rohrleitungsgeflecht für Warmwasser-Flächenheizung von Fußboden oder Wänden ») lié à cette technique. Il est en résulte de son travail de plusieurs années au service de cette technique des tubes capillaires une multitude de découvertes et de brevets complémentaires, grâce auxquels les processus de fabrication et les applications des nattes capillaires ont sans cesse été développés. Dans les premières années, les nattes capillaires ont été commercialisées sous la marque KaRo (acronyme faisant référence au terme allemand « KapillarRohr » signifiant « tube capillaire »). 
Lors de l’exposition internationale d’architecture de 1984 à Berlin, le projet des architectes de Gerkan, Marg et Partner pour une maison économe en énergie remporte un prix. Les nattes capillaires sont alors utilisées pour la première fois dans une installation complexe dans un immeuble de 1 200 m2. 
Les travaux scientifiques à grande échelle du Professeur Mathias Fraaß (depuis 1991) et plus tard du Professeur Bernd Glück (depuis 1994) ont établi les bases nécessaires à la théorie dans les applications des nattes capillaires. Aujourd’hui, les nattes capillaires sont fabriquées dans le monde entier. La quantité mondiale produite est estimée à 400 000 m2 par an (2010).

## Application
Les nattes capillaires sont en majorité installées dans les plafonds rafraîchissants. Tous les types de plafond rafraîchissant peuvent être activés à l’aide de nattes capillaires. En plus des plafonds rafraîchissants en plâtre qui ont besoin d’une couche de crépi de moins de 15 mm, les nattes capillaires sont aussi intégrées aux plafonds à cassettes métalliques et dans les faux-plafonds en plaques de plâtre. Les nattes capillaires atteignent des capacités de rafraîchissement de plus de 100 W/m2.

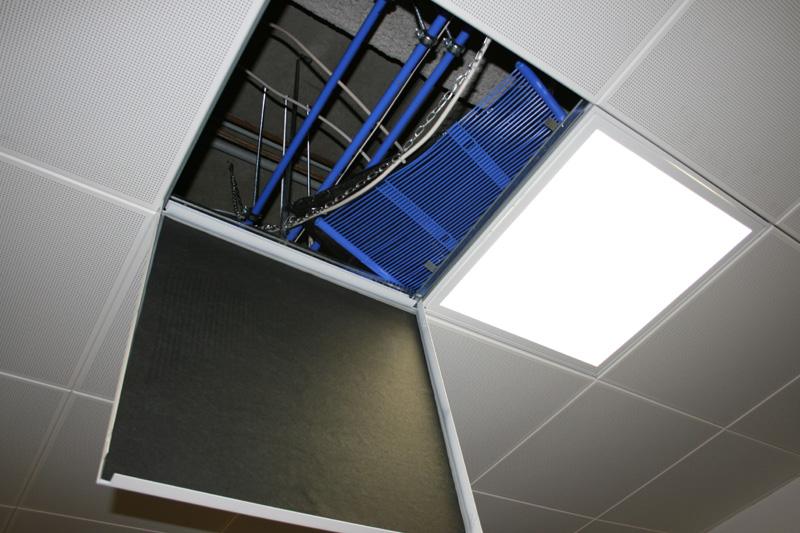
Nattes capillaires intégrées dans un plafond en cassettes métalliques.
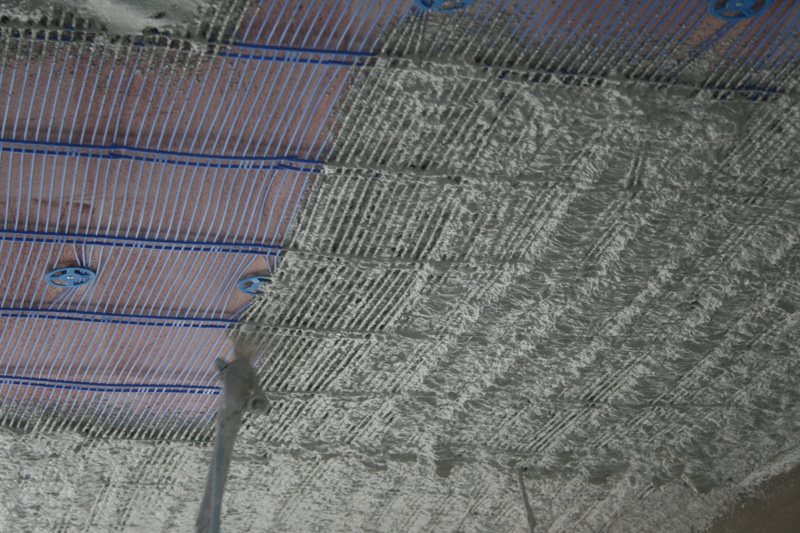
Nattes capillaires dans un plafond en plâtre.

Les nattes capillaires sont aussi intégrées dans l’activation thermique des éléments. Contrairement au traditionnel béton activé, les nattes capillaires se situent dans l’activation thermique des éléments à environ 5 mm sous la surface du plafond. Cette disposition assure une réaction rapide et une puissance d’émission allant jusqu’à 90 W/m2 et utilise en outre la masse de béton en guise de stockage thermique. Les surfaces de chauffe peuvent prendre la forme d’un chauffage au sol ou par les murs à l’aide de nattes capillaires ; une épaisseur de moins de 15 mm est alors possible. Les nattes capillaires peuvent aussi être employées en tant que collecteurs compacts pour l’utilisation de la géothermie dans les installations équipées d’une pompe à chaleur. 

### Grands projets
- Village olympique de Vancouver, Canada[1]
- Tour Uniqa de Vienne, Autriche[2]